# Salix schmidtiana
Salix schmidtiana är en videväxtart som beskrevs av Vyacheslav Yuryevich Barkalov. Salix schmidtiana ingår i släktet viden, och familjen videväxter. Utöver nominatformen finns också underarten S. s. neurocarpa.